# Clube Desportivo Nô Pintcha
Clube Desportivo Nô Pintcha (kurz Nô Pintcha) ist ein kapverdischer Fußballverein aus Nova Sintra auf der Insel Brava.

## Geschichte
Der Verein wurde am 12. März 1975 in Nova Sintra auf der Insel Brava gegründet. In der Saison 2006/07 spielte der Verein in der ersten Liga.

## Erfolge
- Brava-Meister: 1994, 1995, 1996, 1997, 1998, 1999, 2000, 2001, 2003, 2004, 2006

## Platzierungen
- 2013/14: 2. Platz (26 Punkte)
- 2014/15: 4. Platz (16 Punkte)

## Statistiken

### Sonstige Statistiken
- Höchste Niederlage in der Brava Insel-Liga: Botafogo 8-0 Nọ Pintcha, im 2001